# Eterna (horlogemerk)
Eterna is een Zwitsers horlogemerk dat werd opgericht in 1856 in Grenchen in het kanton Solothurn door Josef Girard en Urs Schild.

## Omschrijving
Op 7 november 1856 richtten Josef Girard en Urs Schild in Grenchen onder de naam Dr. Girard & Schild de eerste ébauchefabriek in het kanton Solothurn op. Vanaf 1876 legde men zich volledig toe op het vervaardigen van horloges. De onderneming werd later omgevormd tot een commanditaire vennootschap met als naam Eterna, Schild Frères & Co. Sinds 1906 is Eterna de handelsnaam. In 1932 werd de onderneming opgesplitst in de naamloze venootschap Eterna, die de horlogeproductie op zich nam, en een tweede vennootschap Eta, die ébauches produceerde.
Eterna produceerde in 1914 's werelds eerste wekkerpolshorloge.